# خانه سید علی آقا
خانه سید علی آقا مربوط به دوره متاخر اسلامی دوره قاجار است و در ابرکوه، میدان امام حسین، خیابان شهید باهنر، کوچه بافت قدیم واقع شده و این اثر در تاریخ ۲۲ آبان ۱۳۸۶ با شمارهٔ ثبت ۱۹۸۸۶ به‌عنوان یکی از آثار ملی ایران به ثبت رسیده است.

## نگارخانه

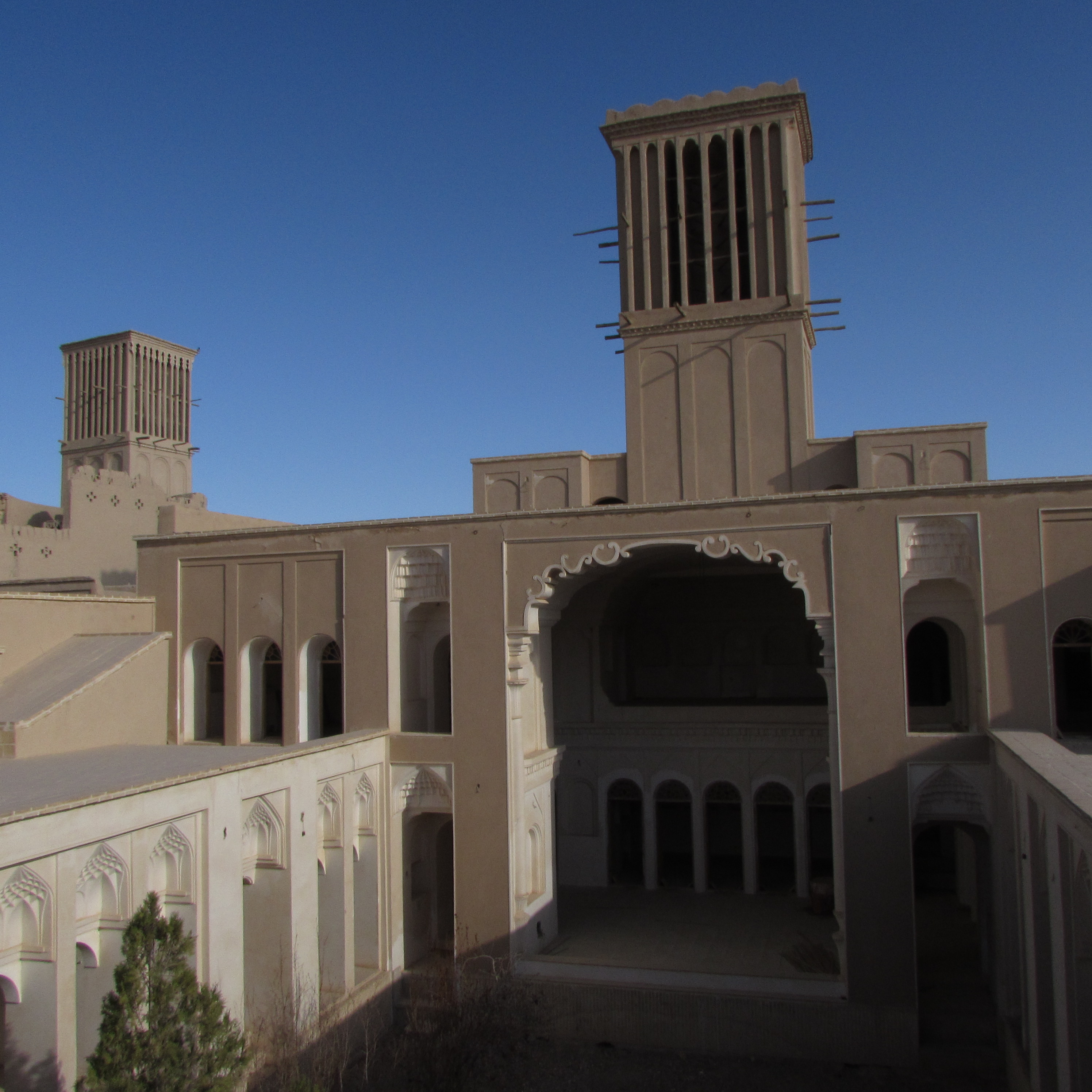
خانه سید علی آقا
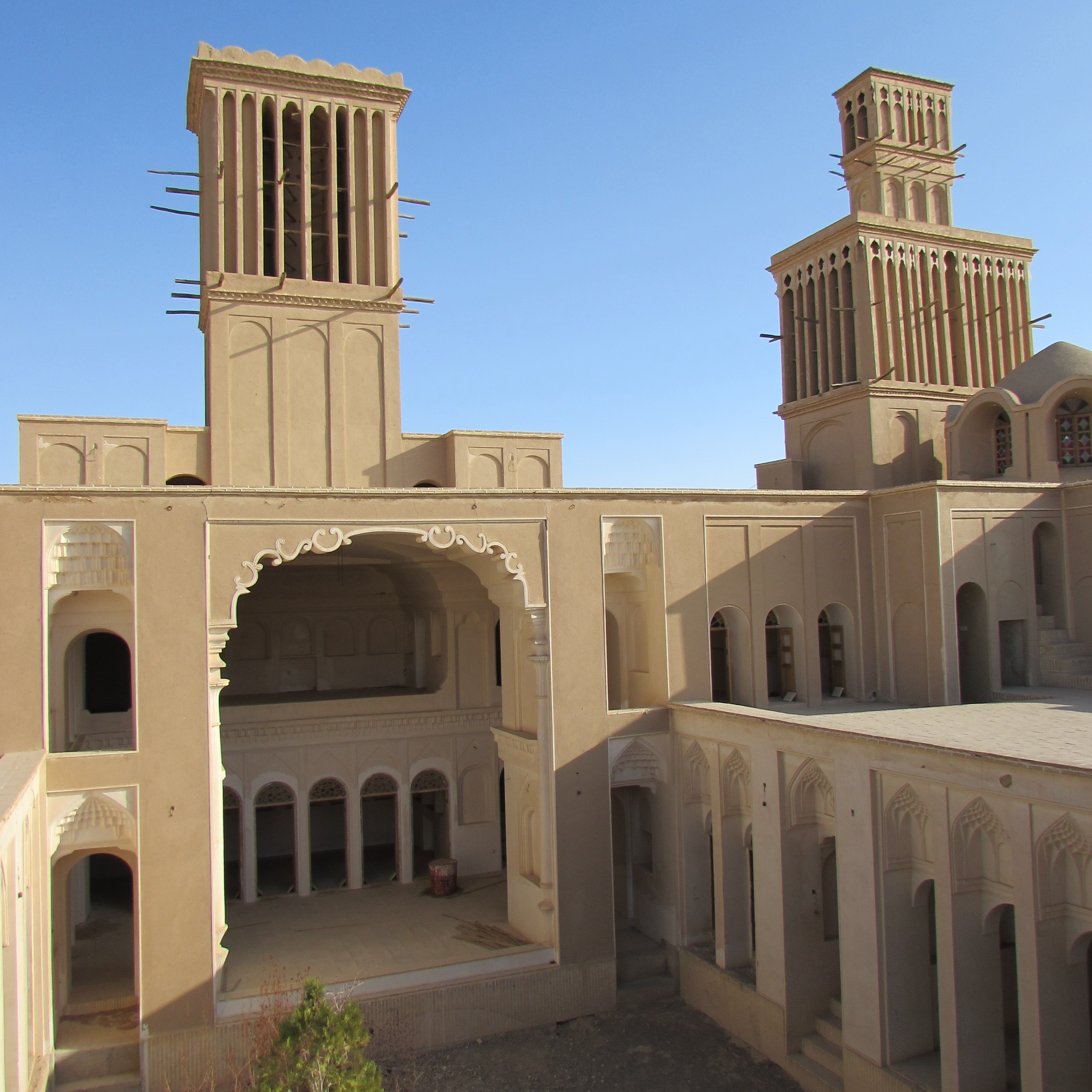
خانه سید علی آقا